# Cybister brevis
Cybister brevis es una especie de escarabajo del género Cybister, familia Dytiscidae. Fue descrita científicamente por Aubé en 1838.

## Distribución geográfica
Habita en Asia del Sur.